# Pravděpodobnostní popis
V kvantové mechanice je pravděpodobnostní popis hlavním rysem interpretace.
Podle klasické, tzv. Kodaňské interpretace představuje kvadrát normy vlnové funkce (kvadrát absolutní hodnoty amplitudy přechodu z jednoho stavu do druhého) pravděpodobnost, že daný stav nastane.
Samotná kvantová mechanika může tedy předpovídat pouze pravděpodobnosti. Někdy ovšem dokáže nějaké výsledky měření vyloučit (tzv. výběrová pravidla), případně někdy dokonce přesně předpovědět výsledek měření (pokud vyjdou pravděpodobnosti ostatních výsledků nulové), v tomto případě říkáme, že se systém nachází ve vlastním stavu vůči měřené pozorovatelné.
Pravděpodobnosti naměření každé z hodnot ÚMP (úplné množiny pozorovatelných) ještě nepředstavují celou informaci o systému. Tu představuje pouze amplituda pravděpodobnosti naměření každé z hodnot ÚMP. Amplituda pravděpodobnosti je přitom komplexní číslo, mající kromě velikosti taktéž fázi, kterou měřením ÚMP nelze zjistit.
Měřením se neobdrží úplná informaci o stavu, ve kterém se systém před měřením nacházel, samotné měření pak stav systému nenávratně změní (tzv. kolaps vlnové funkce). Nemožnost zjištění úplné informace o stavu systému souvisí s nemožností klonovat kvantový stav (klonování zakazuje i konečná rychlost šíření informace). Naproti tomu kvantová teleportace (přesunutí daného stavu jinam) je principiálně možná.